# Coupe de France de football 1918-1919
Navigation
Coupe Charles-Simon 1917-1918 Coupe de France 1919-1920
La Coupe Charles-Simon 1918-1919 (ou coupe de France 1918-1919) est la seconde édition de la coupe de France de football. Organisée par le Comité français interfédéral (CFI), elle met aux prises 59 clubs et voit la victoire au Parc des Princes du Club athlétique de la Société Générale (CASG), qui bat en finale l'Olympique, tenant du titre.

## Trente-deuxièmes de finale (premier tour)
Cinq clubs (Ol. Marseille, SC Marseille, Le Havre AC, AS Brest et SC Troyes) sont exemptés de ce 1er tour et sont directement qualifiés pour les seizièmes de finale.
Le CFI ne donnant accès à sa compétition qu’aux clubs dûment affiliés à leurs Ligues régionales, beaucoup de clubs n'étant pas encore affiliés doivent déclarer forfait lors de ces 32e de finale, qui ont eu lieu le 6 octobre 1918.
| Équipe 1                  | Score   | Équipe 2               | Lieu                 |
| Légion Saint-Michel Paris | 4 - 0   | Étoile des deux lacs   | à Paris              |
| AS française              | 4 - 0   | SO audonien            | Paris                |
| CASG Paris                | Forfait | Enghien Sports         | à Paris              |
| CS des Terreaux           | 5 - 0   | US Saint-Bruno Lyon    | à Lyon               |
| UA Cognac                 | 1 - 4 * | JA Angoulême           | à Cognac             |
| SS Stade Jean-Macé        | Forfait | AJ auxerroise          | à Troyes             |
| Stade toulousain          | **      | ES Mont-de-Marsan      | à Toulouse           |
| US rennaise               | 1 - 3   | CS Malouin St-Servan   | à Rennes             |
| Red Star AC               | 1 - 0   | USA Clichy             | à Saint-Ouen         |
| AS Casino                 | 20 - 0  | Éveil Lyon             | à Saint-Étienne      |
| Stade rennais UC          | 6 - 0   | Tour d'Auvergne Rennes | à Rennes             |
| Cadets de Bretagne        | Forfait | CS Rennes              | à Rennes             |
| Stade français            | Forfait | Renault FA             | à Paris              |
| Club français             | 4 - 0   | Cosmopolitan Club      | à Vanves             |
| Olympique de Paris        | 8 - 0   | Margarita club Vésinet | à Pantin             |
| Gallia club               | 4 - 2   | CA Vitry               | au Perreux-sur-Marne |
| FC Lyon                   | 19 - 1  | Vaillante de Lyon      | à Lyon               |
| AS lyonnaise              | 3 - 2   | Lyon OU                | à Lyon               |
| Stade lavallois           | Forfait | US du Mans             | à Laval              |
| Raincy sports             | Forfait | Championnet sports     | au Raincy            |
| SC Choisy-le-Roi          | 4 - 2   | US Suisse              | à Thiais             |
| VGA du Médoc              | 3 - 0   | Stade bordelais UC     | à Bordeaux           |
| AVS auxerroise            | 4 - 2   | ES Dijon               | à Auxerre            |
| Patronage Olier           | 2 - 5   | CS argenteuillais      | à Paris              |
| CSA Montluçon             | Forfait | AS Michelin            | à Montluçon          |
| RC France                 | 4 - 3   | Royal excelsior FC     | à Colombes           |
| CA Paris                  | 3 - 0   | CG Entraînement        | à Maisons-Alfort     |

*  Déclaré vainqueur par pénalité, après le match.
**  Déclaré vainqueur par pénalité, sans jouer.

## Seizièmes de finale
Les seizièmes de finale ont eu lieu le 3 novembre 1918.
| Équipe 1               | Score   | Équipe 2                  | Lieu             |
| CS des Terreaux        | 2 - 1   | FC Lyon                   | à Lyon           |
| CS Malouin St-Servan   | 3 - 4   | Stade rennais UC          | à Saint-Servan   |
| RC France              | 4 - 0 * | CS argenteuillais         | à Colombes       |
| CASG Paris             | 5 - 1   | SC Choisy-le-Roi          | à Paris          |
| CA Paris               | 18 - 1  | Raincy sports             | à Maisons-Alfort |
| AS française           | 3 - 0   | Légion Saint-Michel Paris | à Paris          |
| SS Stade Jean-Macé     | 3 - 0   | SC Troyes                 | à Troyes         |
| AS lyonnaise           | 3 - 1   | AS Casino                 | à Lyon           |
| Red Star AC            | 0 - 4   | Stade français            | à Saint-Ouen     |
| Le Havre AC            | 8 - 0   | Club français             | au Havre         |
| UA Cognac              | Forfait | Cadets de Bretagne        | à Tours          |
| AS Brest               | 4 - 3   | Stade lavallois           | à Rennes         |
| VGA du Médoc           | Forfait | Stade toulousain          | à Bordeaux       |
| AVS auxerroise         | Forfait | CSA Montluçon             | à Auxerre        |
| Olympique de Marseille | 2 - 1   | SC Marseille              | à Marseille      |
| Olympique de Paris     | 7 - 2   | Gallia club               | à Pantin         |

 *  Déclaré battu 4 - 0 après avoir quitté le terrain.

## Huitièmes de finale
Les huitièmes de finale ont eu lieu le 1er décembre 1918.
| Équipe 1               | Score                     | Équipe 2        | Lieu                            | Spectateurs |
| CASG Paris             | 2 - 0                     | Stade français  | (Paris)                         |             |
| Olympique de Paris     | 4 - 3                     | RC France       | (Boulogne)                      |             |
| Stade rennais UC       | 5 - 0                     | AS Brest        | Route de Lorient (Rennes)       |             |
| CA Paris               | Forfait *                 | Le Havre AC     | (Saint-Ouen)                    |             |
| SS Stade Jean-Macé     | 1 - 4                     | AS française    | (Troyes)                        |             |
| AVS auxerroise         | 1 - 7                     | CS des Terreaux | (Auxerre)                       |             |
| VGA du Médoc           | 12 - 0                    | UA Cognac       | (Bordeaux)                      |             |
| Olympique de Marseille | 2 - 1 puis disqualifié ** | AS lyonnaise    | Stade de l'Huveaune (Marseille) |             |

*  Le Havre AC est déclaré forfait pour s'être présenté sur le terrain hors-délais, à cause du retard de son train. Les deux équipes ont cependant joué le match en amical (0-0). Elles étaient censées se retrouver le 15/12/1918 à Paris, mais Le Havre A.C., cette fois, ne vint pas.
** L'Olympique de Marseille est disqualifié pour avoir utilisé Henric le gardien de but du SC Marseille.

## Quarts de finale
Les quarts de finale ont eu lieu le 5 janvier 1919. Trois équipes de la LFA pour une seule de l'USFSA qualifiées en demi-finales.
| Équipe 1           | Score | Équipe 2        | Lieu                                    | Spectateurs |
| Olympique de Paris | 2 - 1 | CA Paris        | (Paris)                                 |             |
| CASG Paris         | 4 - 2 | AS française    | Rue Olivier-de-Serres (Paris)           |             |
| VGA Médoc          | 3 - 1 | CS des Terreaux | Stade Jean-Bouin (Paris)                |             |
| Stade rennais UC   | 1 - 0 | AS lyonnaise    | Stade de Charentonneau (Maisons-Alfort) |             |

## Demi-finales
Les demi-finales ont eu lieu le 2 février 1919.
| Équipe 1         | Score | Équipe 2           | Lieu                      | Spectateurs |
| VGA du Médoc     | 3 - 4 | Olympique de Paris | Stade du Jard (Mérignac)  | 1 000       |
| Stade rennais UC | 3 - 4 | CASG Paris         | Route de Lorient (Rennes) | 1 151       |

## Finale
| Finale de la Charles-Simon 1918-1919 | CA Sports généraux | 3 – 2 ap              | Olympique | Parc des Princes, Paris                            |                                                    |
| 6 avril 1919                         | Devic 20e · Hatzfeld 110e 118e | (1 – 0, 1 – 1, 1 – 2) | 60e Darques · 100e Dewaquez | Spectateurs : 10 000 Arbitrage : Armand Thibaudeau | Spectateurs : 10 000 Arbitrage : Armand Thibaudeau |
| 6 avril 1919                         | Lucien Ganneval, John Mentha , Célestin Frizon, Chris Hadden, Alphonse Schmer, Émilien Devic, Eugène Devicq, Paul Deydier, Louis Hatzfeld, Jean Boyer, Julien Devicq | Équipes               | Joseph Blochet, Émile Fiévet, Henri Vasselin, Marcel Jousserand, Maurice Ninot, Henk Van Steck, Jules Dewaquez, Paul Landauer, Marcel Mainguet, Louis Darques , Eugène Dartoux | Spectateurs : 10 000 Arbitrage : Armand Thibaudeau | Spectateurs : 10 000 Arbitrage : Armand Thibaudeau |